# Primera División de Tahití 2018-19
La Primera División de Tahití 2018-19 fue la 72.ª edición de la Primera División de Tahití, la máxima categoría del país. El AS Central Sport fue el campeón defensor.

## Formato
Los diez equipos jugarán entre sí todos contra todos 3 veces totalizando 27 partidos cada uno. Al término de la temporada el campeón y el subcampeón clasifican a la Liga de Campeones de la OFC 2020, en cuanto al último de la clasificación descenderá a la Segunda División de Tahití 2019-20; mientras que el penúltimo jugará el playoff de relegación contra el segundo de la Segunda División 2018-19.
El sistema de puntos son de la siguiente manera:
- 4 puntos por cada victoria
- 2 puntos por cada empate
- 1 punto por cada derrota

## Equipos participantes
| Pos.   | Equipo              |
| ------ | ------------------- |
| 1      | AS Central Sport    |
| 2      | AS Tefana           |
| 3      | AS Dragon           |
| 4      | AS Pirae            |
| 5      | AS Vénus            |
| 6      | Taiarapu FC         |
| 7      | AS Manu Ura         |
| 1 (SD) | AS Jeunes Tahitiens |
| 2 (SD) | AS Arue             |
| 1 (CD) | AS Tiare Tahiti     |

### Ascensos y descensos
| Pos. | Ascendidos de Segunda División 2017-18 |
| ---- | -------------------------------------- |
| 1    | AS Jeunes Tahitiens                    |
| 2    | AS Arue                                |

| Pos. | Descendidos de Primera División 2017-18 |
| ---- | --------------------------------------- |
| 9    | AS Aorai                                |
| 10   | AS Tamarii Punaruu                      |

| Pos. | Ascendido de la Cuarta División 2017-18 |
| ---- | --------------------------------------- |
| 1    | AS Tiare Tahiti                         |

| Pos. | Equipo excluido de la Primera División 2017-18 |
| ---- | ---------------------------------------------- |
| 8    | Tahití Sub-20                                  |

## Tabla de posiciones
Actualizado el 26 de mayo de 2019.
| Pos. | Equipo              | PJ | PG | PE | PP | GF | GC  | DG   | Pts. | Clasificación o Descenso           |
| ---- | ------------------- | -- | -- | -- | -- | -- | --- | ---- | ---- | ---------------------------------- |
| 1    | AS Vénus (C)        | 27 | 17 | 8  | 2  | 78 | 29  | +49  | 86   | Campeón y Liga de Campeones 2020   |
| 2    | AS Tiare Tahiti     | 27 | 18 | 4  | 5  | 76 | 37  | +39  | 85   | Liga de Campeones 2020             |
| 3    | AS Tefana           | 27 | 16 | 5  | 6  | 73 | 41  | +32  | 80   |                                    |
| 4    | AS Pirae            | 27 | 16 | 4  | 7  | 91 | 46  | +45  | 79   |                                    |
| 5    | AS Central Sport    | 27 | 14 | 7  | 6  | 89 | 48  | +41  | 76   |                                    |
| 6    | AS Dragon           | 27 | 12 | 4  | 11 | 64 | 62  | +2   | 65   |                                    |
| 7    | AS Manu Ura         | 27 | 10 | 6  | 11 | 48 | 46  | +2   | 63   |                                    |
| 8    | AS Jeunes Tahitiens | 27 | 5  | 4  | 18 | 40 | 68  | -28  | 46   |                                    |
| 9    | AS Arue             | 27 | 2  | 2  | 23 | 28 | 128 | -100 | 35   | Playoff de relegación              |
| 10   | Taiarapu FC (D)     | 27 | 2  | 2  | 23 | 43 | 125 | -82  | 35   | Segunda División de Tahití 2019-20 |

## Play-off Descenso
El partido de la eliminatoria del descenso se jugó entre el penúltimo de la Primera División y el subcampeón de la Segunda División.
| 2 de junio de 2019                                                                                   | AS Arue | 2:4     | Olympic Mahina | Stade Arue, Arue |  |
| |         | Reporte |                |                  |  |
| El Olympic Mahina asciende a Primera División, mientras que el AS Arue desciende a Segunda División. |         |         |                |                  |  |